# 猎空翼龙属
獵空翼龍又名迷圖加翼龍，是翼龍目翼手龍亞目的一屬，生存於白堊紀早期的澳洲。
化石是一個部分頭顱骨，發現於昆士蘭州內陸的Toolebuc組地層，是個形成於阿爾比階的海相沉積層。目前只有發現口鼻部、部分口鼻部。齒骨的牙齒相當高，牙齒長度大約是齒骨的一半高度，牙齒間隔寬。在2008年，拉弗·莫納兒（Ralph Molnar）、Richard Thulborn將這個化石正式敘述、命名，模式種是M. camara。屬名在當地原住民的語言裡，意指天空的星星與獵人。獵空翼龍有許多祖徵（Plesiomorphy），可能是種原始翼手龍類。